# Soka Gakkai
Soka Gakkai (japansk: Det værdiskabende samfund), en buddhistisk trosretning indenfor mahayana-grenen af buddhismen, der primært er baseret på Shakyamuni Buddhas Lotus sutra og Nichiren Daishonins tekster. Læren er grundlagt af Nichiren Daishonin i 1200-tallet i Japan og organisationen Soka Gakkai er grundlagt i Japan i 1930 under den første præsident Tsunesaburo Makiguchi, der var skolelærer. 
Soka Gakkai opstod som en lægmandsbuddhisme og er blevet den største af de nye religioner i Japan. Den teoretiske lære er baseret på den berømte japanske munk Nichiren Daishonin (1222-1282). Religionens primære praksis er fremsigelse eller "chantning" af mantraet Nam-myoho-renge-kyo, som meget kort betyder 'jeg hengiver mit liv til Loven om årsag og virkning gennem vibration'. Formålet er at åbne for hver enkelts iboende uendelige potentiale og aktivere den oplyste natur, også kaldet buddhatilstand, hos den enkelte udøver af religonen. Praktiseringen retter sig mod at opnå oplysning i hverdagen og gøre menneskelig revolution, dvs. transformere de aspekter af livet, der giver lidelse, og frembringe den enkeltes potentiale til at vinde over de udfordringer dagliglivet byder på. De buddhistiske kerneværdier som visdom, mod og medfølelse og verdslige mål som bedre relationer eller andre goder, materielle som immaterielle, og visionen om fred i verden er ligeledes en væsentlig del af Soka Gakkai.
Soka Gakkai International (SGI) er en international paraplyorganisation for Soka Gakkai-trossamfundene i 192 lande verden over. Der er over 12 mio. medlemmer i organisationen, hvis nuværende præsident er japaneren Daisaku Ikeda.
Det er et centralt punkt for Soka Gakkai medlemmerne at 'fjerne lidelse og bringe lykke' dvs. videregive troen på den enkeltes potentiale til at kunne transformere lidelse til lykke i sit eget liv, som dækker en meget bredere forståelse af videregivelse end en egentlig missioneren.

## Eksterne henvsninger
- Soka Gakkai Internationals officielle hjemmeside
- Soka Gakkai i Danmark